# Lukáš Daněk
Lukáš Daněk (ur. 19 września 1997 w Jilemnicach) – czeski kombinator norweski, olimpijczyk z Pjongczangu 2018 i z Pekinu 2022, brązowy medalista mistrzostw świata juniorów.

## Osiągnięcia

### Igrzyska Olimpijskie
| Miejsce | Dzień     | Rok  | Miejscowość | Konkurencja           | Wynik zwycięzcy | Strata  | Zwycięzca       |
| ------- | --------- | ---- | ----------- | --------------------- | --------------- | ------- | --------------- |
| DSQ     | 14 lutego | 2018 | Pjongczang  | Gundersen HS109/10 km | 24:51,4         | -       | Eric Frenzel    |
| 46.     | 20 lutego | 2018 | Pjongczang  | Gundersen HS140/10 km | 23:52,5         | +6:44,6 | Johannes Rydzek |
| 7.      | 22 lutego | 2018 | Pjongczang  | Sztafeta HS140/4x5 km | 46:09,8         | +3:57,3 | Niemcy          |
| 21.     | 9 lutego  | 2022 | Zhangjiakou | Gundersen HS106/10 km | 25:07,7         | +2:34,1 | Vinzenz Geiger  |
| 30.     | 15 lutego | 2022 | Zhangjiakou | Gundersen HS140/10 km | 27:13,3         | +3:54,0 | Jørgen Graabak  |
| 7.      | 17 lutego | 2022 | Zhangjiakou | Sztafeta HS140/4x5 km | 50:45,1         | +2:25,5 | Norwegia        |

### Mistrzostwa świata
| Miejsce | Dzień     | Rok  | Miejscowość      | Konkurencja           | Wynik zwycięzcy | Strata  | Zwycięzca          |
| ------- | --------- | ---- | ---------------- | --------------------- | --------------- | ------- | ------------------ |
| 50.     | 24 lutego | 2017 | Lahti            | Gundersen HS100/10 km | 26:19,6         | +5:26,4 | Johannes Rydzek    |
| 49.     | 1 marca   | 2017 | Lahti            | Gundersen HS130/10 km | 26:41,6         | +7:46,0 | Johannes Rydzek    |
| 39.     | 22 lutego | 2019 | Seefeld in Tirol | Gundersen HS130/10 km | 23:43,0         | +4:38,5 | Eric Frenzel       |
| 35.     | 28 lutego | 2019 | Seefeld in Tirol | Gundersen HS109/10 km | 25:01,3         | +3:21,4 | Jarl Magnus Riiber |
| 9.      | 2 marca   | 2019 | Seefeld in Tirol | Sztafeta HS109/4x5 km | 50:15,5         | +4:27,6 | Norwegia           |
| 8.      | 28 lutego | 2021 | Oberstdorf       | Sztafeta HS106/4x5 km | 43:57,7         | +4:21,3 | Norwegia           |
| 36.     | 4 marca   | 2021 | Oberstdorf       | Gundersen HS137/10 km | 23:11,1         | +6:06,6 | Johannes Lamparter |

### Mistrzostwa świata juniorów
| Miejsce | Dzień       | Rok  | Miejscowość   | Konkurencja           | Wynik zwycięzcy | Strata  | Zwycięzca             |
| ------- | ----------- | ---- | ------------- | --------------------- | --------------- | ------- | --------------------- |
| 38.     | 30 stycznia | 2014 | Val di Fiemme | Gundersen HS106/10 km | 29:47,1         | +5:26,3 | Philipp Orter         |
| 33.     | 1 lutego    | 2014 | Val di Fiemme | Gundersen HS106/5 km  | 13:44,2         | +3:01,7 | Philipp Orter         |
| 39.     | 4 lutego    | 2015 | Ałmaty        | Gundersen HS100/10 km | 25:54,2         | +4:43,3 | Jarl Magnus Riiber    |
| 30.     | 6 lutego    | 2015 | Ałmaty        | Gundersen HS100/5 km  | 12:21,8         | +2:46,4 | Jarl Magnus Riiber    |
| 8.      | 7 lutego    | 2015 | Ałmaty        | Sztafeta HS100/4x5 km | 48:41,4         | +7:33,0 | Austria               |
| 17.     | 23 lutego   | 2016 | Râșnov        | Gundersen HS100/10 km | 28:02,1         | +4:10,3 | Bernhard Flaschberger |
| 4.      | 25 lutego   | 2016 | Râșnov        | Gundersen HS100/5 km  | 11:01,5         | +48,4   | Tomáš Portyk          |
| 4.      | 26 lutego   | 2016 | Râșnov        | Sztafeta HS100/4x5 km | 57:31,8         | +3:15,5 | Austria               |
| 4.      | 31 stycznia | 2017 | Park City     | Gundersen HS100/10 km | 25:54,5         | +30,5   | Arttu Mäkiaho         |
| 3.      | 2 lutego    | 2017 | Park City     | Sztafeta HS100/4x5 km | 46:17,4         | +15,3   | Austria               |
| 11.     | 4 lutego    | 2017 | Park City     | Gundersen HS100/5 km  | 12:14,9         | +1:25,3 | Vinzenz Geiger        |

### Puchar Świata

#### Miejsca w klasyfikacji generalnej
- sezon 2015/2016: niesklasyfikowany
- sezon 2016/2017: niesklasyfikowany
- sezon 2017/2018: niesklasyfikowany
- sezon 2018/2019: niesklasyfikowany
- sezon 2019/2020: niesklasyfikowany
- sezon 2020/2021: niesklasyfikowany
- sezon 2021/2022: 49.
- sezon 2022/2023: niesklasyfikowany

#### Miejsca na podium chronologicznie
Jak dotąd zawodnik nie stawał na podium indywidualnych zawodów Pucharu Świata.

### Puchar Kontynentalny

#### Miejsca w klasyfikacji generalnej
- sezon 2014/2015: niesklasyfikowany
- sezon 2015/2016: 65.
- sezon 2016/2017: 55.
- sezon 2017/2018: 49.
- sezon 2018/2019: 41.
- sezon 2019/2020: 35.
- sezon 2020/2021: 88.
- sezon 2021/2022: 32.
- sezon 2022/2023: nie brał udziału
- sezon 2023/2024: nie brał udziału
- sezon 2024/2025: 53.

#### Miejsca na podium chronologicznie
Jak dotąd zawodnik nie stawał na podium indywidualnych zawodów Pucharu Kontynentalnego.

### Letnie Grand Prix

#### Miejsca w klasyfikacji generalnej
- 2016: niesklasyfikowany
- 2017: niesklasyfikowany
- 2018: nie brał udziału
- 2019: niesklasyfikowany
- 2021: (37.)[8]
- 2022: niesklasyfikowany

#### Miejsca na podium w zawodach
Jak dotąd zawodnik nie stawał na podium indywidualnych zawodów LGP.